# Камена

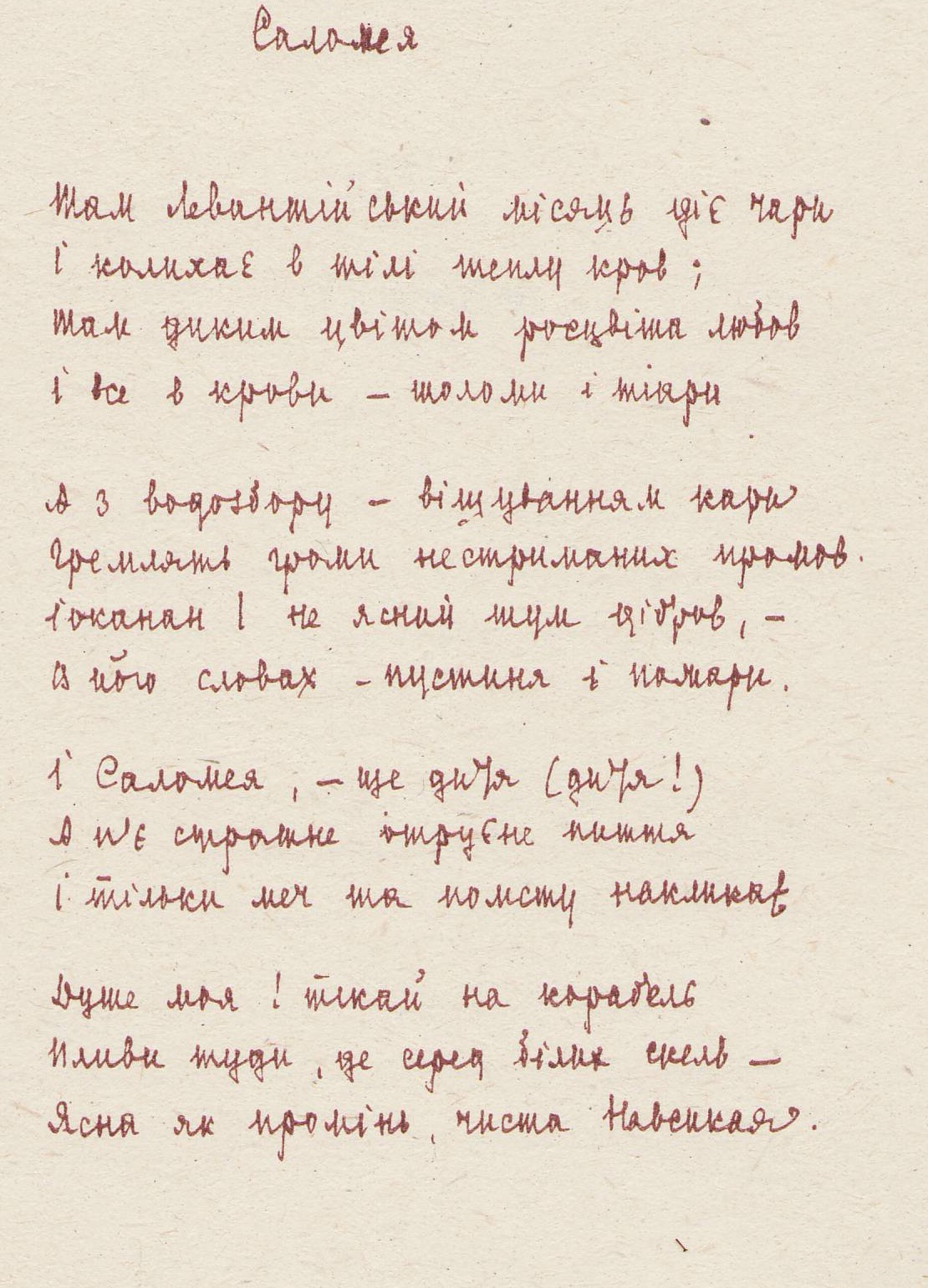
Автограф сонету М. Зерова «Саломея», що увійшов до збірки «Камена»

«Камена» — збірка оригінальних віршів і перекладів римських поетів українського поета-неокласика Миколи Зерова, що вийшла друком у видавництві «Слово» в 1924 році. Вважається, що обкладинку до Камени створив сам автор. Назва збірки «Камена» узята з античної міфології: каменами римляни називали богинь — покровительок поезії, мистецтв і наук.

## Структура
Збірка складається з трьох частин:
- Самотній мед
- Media in barbaria
- Римляни

У розділі Самотній мед представлені знамениті сонети Зерова «Хірон», «Саломея», «Навсикая», «Скорпіон», «Діва», «Гільгамеш», «Тезей», «Князь Ігор», «Олександрія», «Турчиновський», «Класики», а також переспіви з Ередіа («Присвятний напис», «Горам божественним», «Конкістадори») і з Буніна («Єгипет»).
У розділі Media in barbaria представлені такі відомі поезії, як «Під кровом» (з присвятою О. Бургардтові), «В степу», «Тягар робочих літ», «В п'яти немудрих дів», «Пра́осінь», «Овідій», «Безсмертність», «Елій Ламія».
У розділі Римляни представлені вірші п'яти римських поетів: Вергілій, Горацій, Тібулл, Овідій, Марціал.
Збірка завершується короткою авторською післямовою і примітками до віршів.

## Значення
Збірка «Камена» стала найяскравішим зразком поезії українських неокласиків. Сонети збірки «Камена» вплинули на розвиток цього жанру в українській поезії (пор. Дмитро Павличко «Сонетарій»). Ціла низка поезій найвидатніших римських поетів для цієї збірки була перекладена вперше.

## Видання
- Камена. — Київ : Слово, 1924.
- Камена; 2-ге видання. — Київ, 1943.
- Камена [Архівовано 27 листопада 2020 у Wayback Machine.]: поезії. — Львів : Українське Видавництво, 1943. — 120 с.
- Камена [Архівовано 17 лютого 2018 у Wayback Machine.] / Репринтне видання. — К. : Час, 1990. — 76 с.